# Old-Games.RU
Old-Games.RU (сокр. OG) — веб-сайт, посвящённый сбору и каталогизации прошлого компьютерных игр, крупнейший архив старых игр в России. Цель проекта: «…Чтобы игры, в которые мы все игрались лет пять, а то и десять тому назад, получили второе рождение, и вы вспомнили, как днями и ночами сидели за компьютерами и играли в старые добрые игры». На август 2020 года на сайте имеется более 10000 профилей игр (доступных для загрузки), для абсолютного большинства которых написаны обзоры, сделаны скриншоты игрового процесса, добавлены видеоролики.

## Описание

### Сайтовый раздел
На OG каждая игра имеет собственную страничку-профиль, где можно узнать сводную информацию по игре (год выхода, разработчик, издатель и т. д.) прочитать рецензию, посмотреть отзывы других читателей или самому их оставить, скриншоты, видеоролики и техническую информацию. Отсюда же можно перейти в страницу загрузки игры. Обычно, на сайте выкладывается оригинальный образ или архив диска английской версии. Но в некоторых случаях, вместо него (из-за сложности поиска полной версии) или вместе с ним (если размер архива достаточно малый или игра весьма популярна) положена обрезанная версия, «в которой необязательные для прохождения игровые компоненты (видеоролики, речь персонажей, звуки, музыка, лицевая анимация и подобное) могли быть вырезаны в целях уменьшения объёма». Иногда игра запаковывается в архив без инсталлятора.
Поиск игры может происходить сразу несколькими способами: по части названия, а также по разработчику или издателю, жанру, тегу (например, Horror, Sci-Fi, Bloody), операционной системе, первой букве и году выпуска.
Информационно-файловое наполнение происходит благодаря как коллективу сайта, так и обычным пользователям. Прямое редактирование текстов профилей, как в Википедии или IMDB, невозможно — их могут изменять только привилегированные люди, но на форуме существуют специальный раздел, с помощью которого администрация OG вместе с пользователями единообразно обсуждает работу проекта — здесь же можно, сверившись с приложенными данными, написать недостающую информацию об игре. Каждая вносимая правка проверяется редакторами на наличие стилевых, грамматических и орфографических ошибок (вместе с этим, любой посетитель сайта может указать на ошибку и, при желании, прислать проверяющим свой вариант исправления), и только после этого исправление проходит на сайт.
Любой зарегистрированный «олдгеймер» может написать статью игровой тематики в рубриках «Авторская колонка» и «Кладезь мудрости». Они уже могут содержать мнение автора, что не очень рекомендуется при составлении обзора в профиле игры. Перед публикацией тексты проходят премодерацию, в которой участвует и сам автор: исправляются ошибки, улучшается стиль. Статьи активно обсуждаются и оцениваются участниками. На основе них время от времени выходят электронные журналы, такие как «OldGames.ru Diskmag» и «Альманах лучших обзоров старых игр на Old-Games.RU».
Новостная лента, расположенная на главной странице, сообщает о значимых в мире старых игр событиях, изменениях и нововведениях на сайте. Каждую новость можно комментировать.
Существует команда, занимающаяся исправлением багов в играх и адаптацией их для запуска на современных операционных системах. Некоторые исправления позаимствованы с аналогичных сайтов, но большинство являются уникальными. Работа в данном направлении ведётся постоянно. Пользователь, проявляющий активность на форуме, связанную с помощью в установке и запуске, может быть приглашен администрацией в члены этой команды.

#### Правила размещения игр в архив
На сайте строго действуют следующие правила по отношению к файлам:
- На сайте не выкладываются игры, выпущенные позднее 2008 года (поначалу самые новые игры на сайте датировались 2002 годом, в 2013 году хронологические ограничения были изменены[7]).
- На сайте не выкладываются игры, официально локализованные в России и до сих пор поддерживаемые издателем. Страницы с такими играми могут существовать, позволяя пользователям ознакомиться с обзором, скриншотами и другой информацией, однако ссылки на загрузку таких игр убраны.
- С 4 марта 2012 года на сайте также выкладываются версии игр, выпущенные для отличных от IBM PC платформ[8].
- Аддоны и переиздания одной игры выделяются в отдельные страницы.
- Русифицированные версии игр, а также игры, вышедшие изначально на русском языке (и выложенные в этом виде), помечаются тегом Russian.

#### Способы загрузки игрового контента
На сайте имеются два способа загрузки игры: через http- (допускаются только 5 одновременных потоков, 4 дня на одну ссылку) и BitTorrent-протокол.

### Веб-форум
Форум разделён на 6 независимых частей:
- Проект Old-Games.RU — обсуждения и предложения идей для развития сайта, сюда же входят новости, «Авторская колонка» и комментарии к профилям игр.
- Игры в деталях — обсуждение и решение технических проблем, создание модификаций и переводов, «Кладезь мудрости».
- Игровая зона — обсуждение игр.
- Общие форумы — флейм, обсуждение электроники и программ, Антикварная лавка для «купли-продажи игр, железа и сопутствующих товаров» и форум для англоязычных пользователей сайта.
- Legacy — архив форума, архивация происходит каждый год.
- Системная область — закрытая область для коллектива сайта.

### Old-Games.RU Wiki
Свободно редактируемая энциклопедия, в которой почти все статьи должны писаться с точки зрения старых игр. Отличительная особенность: наличие к каждой статье об игре трёх отдельных сопутствующих описаний — обзоры переводов (пиратских, любительских, официальных), техническая информация (решения проблем с запуском или работой игры), «Крупным планом» (подробный разбор геймплея, прохождение). Кроме статей об играх, энциклопедия собирает информацию о пиратских издателях и переводчиках игро- и медиапродукции («Фаргус», «Седьмой волк», творческая группа «Дядюшка Рисёч», «Common Shock Wave Group» и т. д.) и игровой журналистике России конца 90-х — начала 2000-х. На текущий момент насчитывает более 1000 статей. Материалы распространяются в условиях GNU FDL и в некоторых случаях CC-BY-SA 3.0.

## GamesRevival.ru
Games Revival (с англ. — «Воскрешение игр») — проект участника Old-Games.RU Дмитрия «Newbilius» Моисеева при поддержке администрации и других участников OG по сбору со всего Интернета бесплатных портов для старых игр, улучшающих совместимость с новыми операционными системами, «…графическое оформление данных игр и добавляющие преимущества перед старой версией (настраиваемое управление, обзор с помощью мыши, сетевую игру через Интернет и т. д.)». Всего на сайте 153 порта к 71 играм.

## Бюро переводов Old-Games.RU
На OG ведутся локализации старых игр на русский язык командой Бюро переводов Old-Games.RU, включающей в себя переводчиков, технических специалистов и художников. Были выпущены русские версии таких игр, как Dark Earth, Discworld, Master of Orion и других. Ведётся работа над несколькими проектами, многие из которых, тем не менее, заброшены на неопределенный срок. В переводе может поучаствовать любой зарегистрированный пользователь сайта, отправив заявку на вступление в группу «Переводчики» с описанием того, чем он может помочь проекту.

## История
Основателем OG является Morpheus. 29 апреля 2001 года он открыл домашнюю страничку под названием «ForeverGames». Оттуда была возможность загрузить 17 старых игр.
Через некоторое время сайт сменил хостинг — перешёл на адрес http://oldgames.km.ru/. В это время пришли текущие администраторы проекта: Aleosha и Noelemahс. Под конец закрытия сайта на этом адресе в архиве находилось более ста игр.
12 февраля 2003 года под руководством Aleosh’ы сайт обрёл доменное имя второго уровня — http://oldgames.ru/. Благодаря большему наплыву пользователей и свободному месту на хостинге, OG стал развиваться куда быстрее. В этом году к команде сайта присоединился нынешний администратор SAS.
Однако не всё было гладко. Поскольку сайт принадлежал одному малоизвестному самарскому хостеру, то над сайтом проводились разные глупые эксперименты, целью которых служил навар денег. <…> Различные виды рекламы, ограничения для зарубежных пользователей (вплоть до взимания платы за скачивание файлов) и прочие ухищрения не прибавили капитала нашему экс-хостеру.Virgil, администратор
Начиная с 2005 года финансирование сайта начало снижаться, и хостер начал постепенно отключать некоторые возможности сайта. Некоторые файлы были взяты под опеку администраторами, функционировал только веб-форум. В декабре сайт сменил провайдера и получил новое доменное имя — http://old-games.ru/. Весь архив при переносе разместил у себя участник сайта braindancer.
Ноль шестой с ноль седьмым выдались на редкость удачными и спокойными: сайт стал преображаться не только в количественном плане — благодаря организованной поддержке пользователей практически ежедневно каталог пополняется новыми обзорами, скриншотами и статьями. У нас появился быстрый сервер, много незанятого места на дисках и… новый адрес — old-games.ru. Зачем нужен дефис? Зачем было съезжать с насиженного места? Наш региональный размещатель попросил где-то три сотни долларов за использование прежнего имени, чего на тот момент мы себе позволить не смогли. Зато смог кто-то другой <…>
В начале ноября 2010 года сайт полностью переехал на собственный сервер.
29 апреля 2011 года сайту исполнилось 10 лет — довольно большой срок для некоммерческого проекта.
С 2013 года Дмитрий «Newbilius» Моисеев выпускает подкаст Old-Hard.
С 15 июля 2013 года Kreol и Dimouse выпускают подкаст Old-Games.RU Podcast на Youtube-канале PodcastOGRU.

## Публикации в прессе
- Александр Чекалин. Хорошо забытое старое // CHIP : журнал. — сентябрь 2006. — № 9. — С. 84—87.
- Алена Ермилова, Артур Карлов. Экскурсия в прошлое. Сайты по ретроиграм // Игромания : журнал. — Игромедиа, 2009. — № 1 (136). — С. 204—207.